# Hall of Fame: De stora serieskaparna
Hall of Fame: De stora serieskaparna är en bokserie med disneyserier som utgavs av Egmont Kärnan. Varje bok lyfte fram en serieskapare och gav ett urval av hans serier. Första numret av Hall of Fame släpptes år 2004, och det sista gavs ut 2009. Ett antal serieskapare blev representerade av flera böcker, och fyra temaböcker med Carl Barks-serier gavs ut. Hela Don Rosas produktion av Kalle Anka-serier gavs ut i kronologisk ordning som en del av bokserien.
Bokserien gavs även ut i dansk och norsk tappning, och utkommer fortfarande i Norge med ca 5 nummer om året. Fantagraphics planerar även att ge ut böckerna med Don Rosas serier på engelska för den amerikanska marknaden under titeln The Don Rosa Library, med ny design i samma stil som The Complete Carl Barks Disney Library.

## Lista över böckerna iHall of Fame
| Nr | Serieskapare                     | Undertitel               | Utgiven        |
| 1  | Don Rosa                         |                          | 2004, Juni     |
| 2  | Romano Scarpa                    |                          | 2004           |
| 3  | Carl Barks                       | och bilarna i Ankeborg   | 2004           |
| 4  | Vicar                            |                          | 2004           |
| 5  | Don Rosa                         | bok 2                    | 2005           |
| 6  | Paul Murry                       |                          | 2005           |
| 7  | Marco Rota                       |                          | 2005           |
| 8  | Carl Barks                       | Till bords i Ankeborg    | 2005           |
| 9  | Giorgio Cavazzano Byron Erickson | Drakriddarna             | 2005           |
| 10 | Don Rosa                         | bok 3                    | 2005           |
| 11 | William Van Horn                 |                          | 2006           |
| 12 | Romano Scarpa                    | bok 2                    | 2006           |
| 13 | Carl Barks Daan Jippes           | Gröngölingsrörelsen      | 2006           |
| 14 | Daniel Branca                    |                          | 2006           |
| 15 | Tony Strobl                      |                          | 2006           |
| 16 | Don Rosa                         | bok 4                    | 2007           |
| 17 | Floyd Gottfredson                |                          | 2007           |
| 18 | Carl Barks                       | Idrottsglädje i Ankeborg | 2007           |
| 19 | Paul Murry                       | bok 2                    | 2007           |
| 20 | Don Rosa                         | bok 5                    | 2007           |
| 21 | Jack Bradbury                    |                          | 2008           |
| 22 | Don Rosa                         | bok 6                    | 2008           |
| 23 | Vicar                            | bok 2                    | 2008           |
| 24 | Don Rosa                         | bok 7                    | 2008           |
| 25 | Don Rosa                         | bok 8                    | 2009           |
| 26 | Don Rosa                         | bok 9                    | 2009           |
| 27 | Don Rosa                         | bok 10                   | 2009, November |